# Porcellana Rossetti
La porcellana Rossetti è una porcellana a pasta tenera prodotta fra il 1737 e il 1748 a Torino.

## Storia
La prima manifattura di porcellane in Piemonte fu fondata dal conte Giacinto Roero di Guarene, già collezionista di porcellane, che però non poteva comparire direttamente come proprietario, essendo interdetti ai nobili il commercio e l'industria. L'impresa era perciò fittiziamente intestata al banchiere Pietro Bistorto.
La conduzione della manifattura era affidata a Giorgio Giacinto Rossetti, il quale era già titolare della Fabbrica Reale delle maioliche dal 1725. Tra il 1729 e il 1736 fu attivo anche a Lodi, per la produzione di ceramica.
Nel 1737 il re Carlo Emanuele III concedette alla Fabbrica Reale il privilegio esclusivo della fabbrica della porcellana nel Regno di Sardegna per vent'anni. Immediatamente iniziò la produzione, che si volse inizialmente verso le statuette imitazione blanc de chine e i vasi in stile kakiemon.
Nel 1741-42 si fermarono presso la manifattura gli arcanisti viennesi Jacob Helchis e Anton Magner, che introdussero miglioramenti tecnici, nonché lo stile della manifattura viennese e in particolare di Claudius Innocentius du Paquier: vennero allora prodotti servizi in camaieu porpora filettato d'oro.
Dopo il 1748 cessò la produzione di porcellana, in quanto la produzione era in perdita, e la manifattura proseguì solo la produzione della maiolica.